# Wereld-economie
Een wereld-economie (économie-monde) is een geografisch gebied met sterke economische betrekkingen, maar zonder overheersend politiek centrum. Het begrip is afkomstig van Fernand Braudel, maar werd vooral bekend door Immanuel Wallerstein. Door Braudel werden de wereld-economieën aangeduid met koppelteken om aan te geven dat deze niet de gehele wereld omspanden zoals de huidige wereldeconomie (économie mondiale), maar economisch autonome delen van de wereld waren. Braudel werd geïnspireerd door Mittelalterliche Weltwirtschaft: Blüte und Ende einer Weltwirtschaftsperiode van Fritz Rörig uit 1933. Ook bij Rörig omvatte de Weltwirtschaft niet de gehele wereld, maar de economisch bereikbare wereld: Gewiß nicht die ganze Welt; jedenfalls aber die für den damaligen Menschen erreichbare und deshalb wirtschaftlich betrachtet allein vorhandene Welt.
Het begrip werd verder uitgewerkt door Wallerstein die het zag als een van de historische systemen in zijn wereld-systeemtheorie naast de minisystemen en de wereld-rijken. Minisystemen zijn zeer autonoom en autarkisch. Daarmee onderscheiden ze zich van de wereld-systemen die echte werelden met meerdere culturen vormen. De wereld-economie en de wereld-rijken vormen de twee wereld-systemen. In een wereld-rijk wordt productie vooral centraal geregeld door de bureaucratie, terwijl dit in een wereld-economie door de producenten zelf wordt geregeld.
De meeste wereld-economieën konden zich volgens Wallerstein maar korte tijd handhaven om vervolgens vervangen te worden door een wereld-rijk, zoals China, het Perzische Rijk en het Oude Rome. Een uitzondering hierop was de Europese wereld-economie vanaf de 'lange zestiende eeuw' die gedurende de negentiende eeuw zelfs wereldwijd dominant was. Volgens Wallenstein is dit laatste te danken geweest aan de opkomst van de moderne wetenschap en het feit dat West-Europa zich na de Middeleeuwen kon ontwikkelen tot een kapitalistische wereld-economie.
Volgens Braudel waren er echter al eerder wereld-economieën geweest. Zo beschouwde hij Fenicië als een wereld-economie omringd door wereld-rijken, maar ook onder meer het Romeinse Rijk en het Chinese Rijk. Ook liet hij de Europese wereld-economie al in de twaalfde eeuw aanvangen. Volgens Braudel bestonden er binnen eenzelfde économie-monde soms twee dominerende centra lange tijd naast elkaar. Als voorbeeld geeft hij zelf Londen en Amsterdam in de 16e eeuw.